# Lanxess Arena
Lanxess Arena (ban đầu được gọi là Kölnarena) là một nhà thi đấu ở Köln, Nordrhein-Westfalen, Đức. Nhà thi đấu được khánh thành vào năm 1998. Nhà thi đấu có sức chứa 18.500 người cho các trận đấu khúc côn cầu trên băng và 20.000 người cho các buổi hòa nhạc. Đây là nhà thi đấu khúc côn cầu trên băng lớn nhất bên ngoài Bắc Mỹ.
Nhà thi đấu hiện đang được sử dụng chủ yếu cho các trận đấu khúc côn cầu trên băng, bóng rổ và bóng ném cũng như các buổi hòa nhạc. Đây là sân nhà của câu lạc bộ khúc côn cầu trên băng Kölner Haie, câu lạc bộ bóng ném VfL Gummersbach, câu lạc bộ bóng rổ RheinStars Köln.

## Hình ảnh

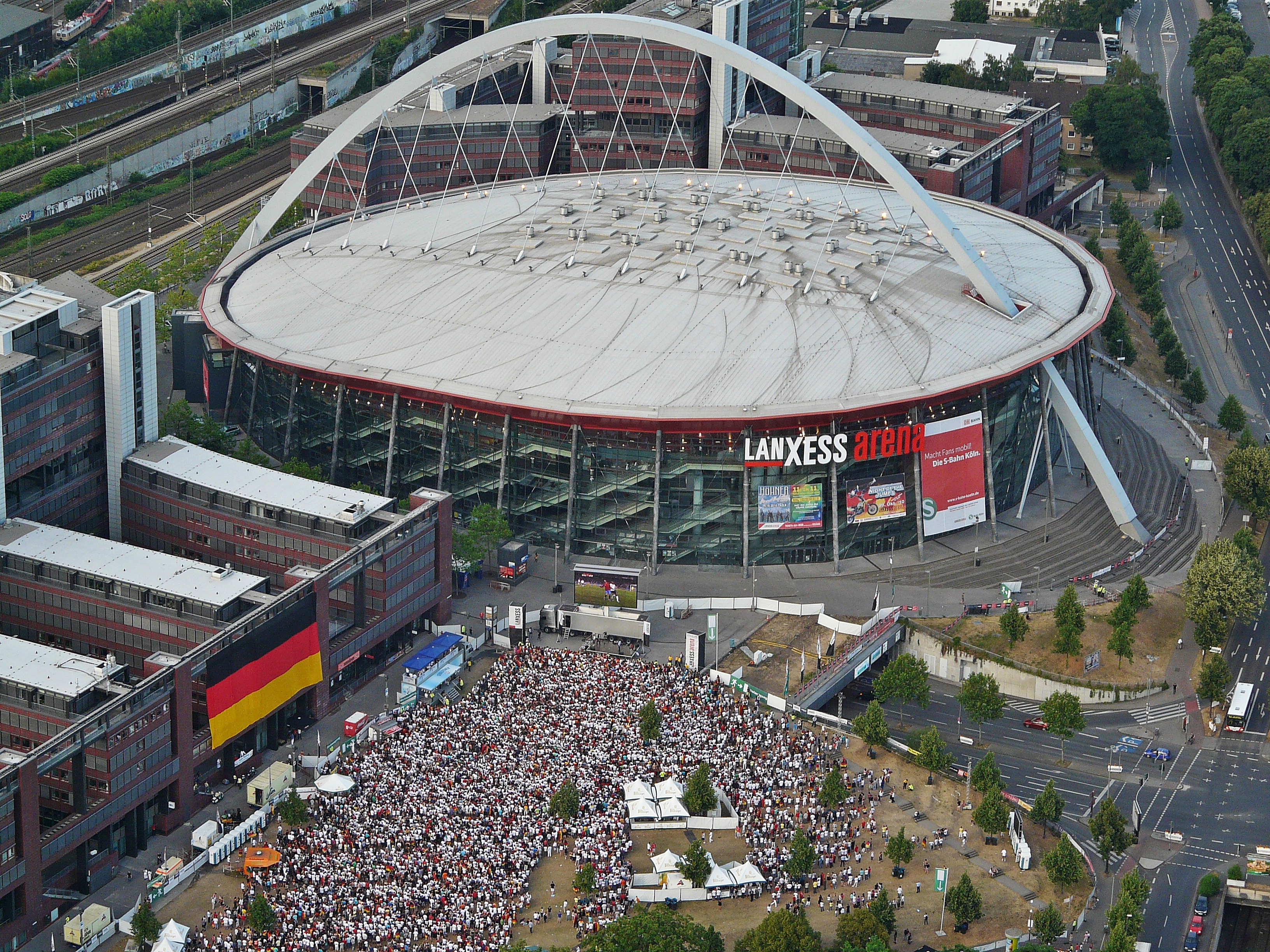
Quang cảnh bên ngoài Lanxess Arena
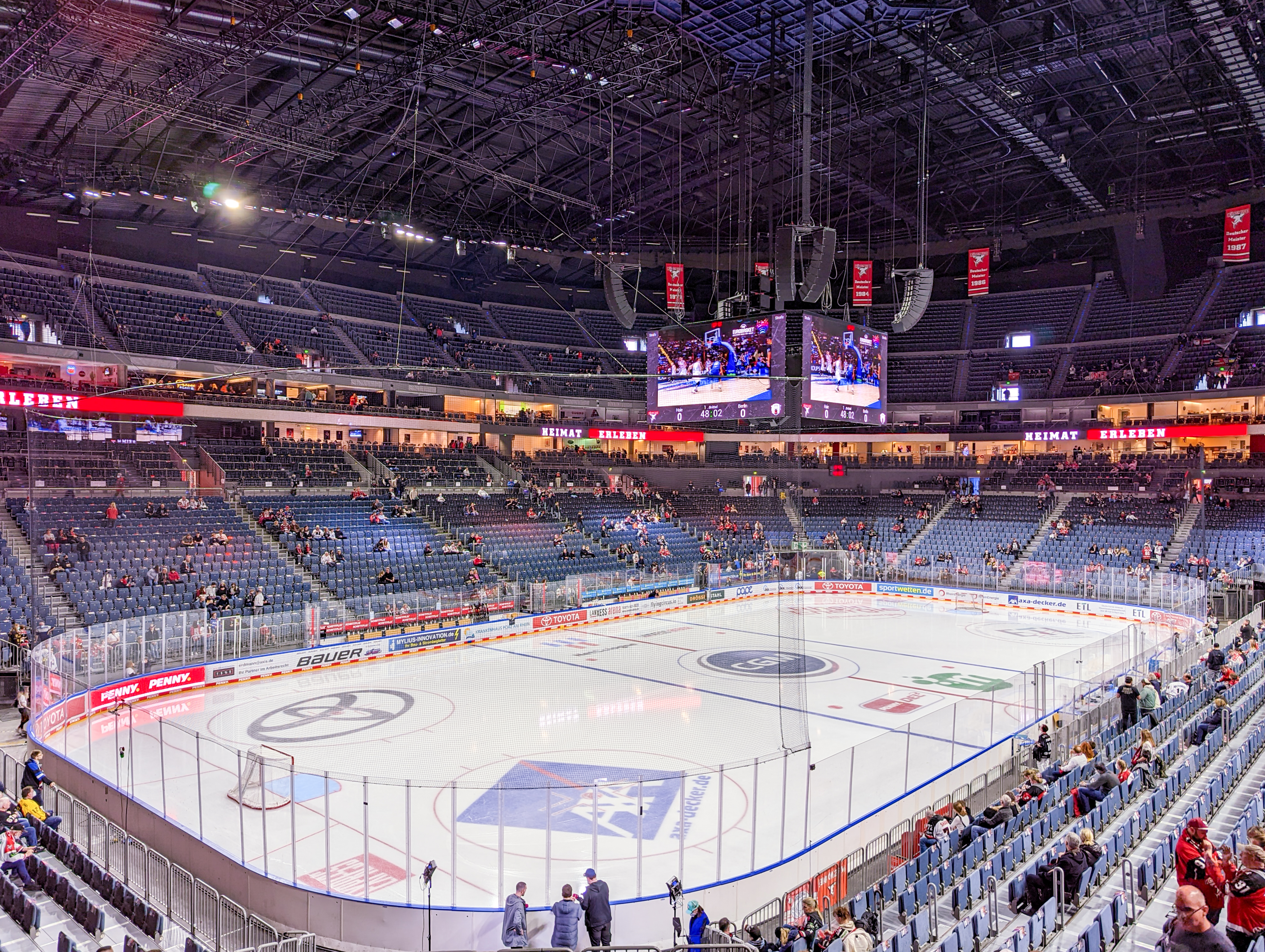
Lanxess Arena trong một trận đấu khúc côn cầu trên băng
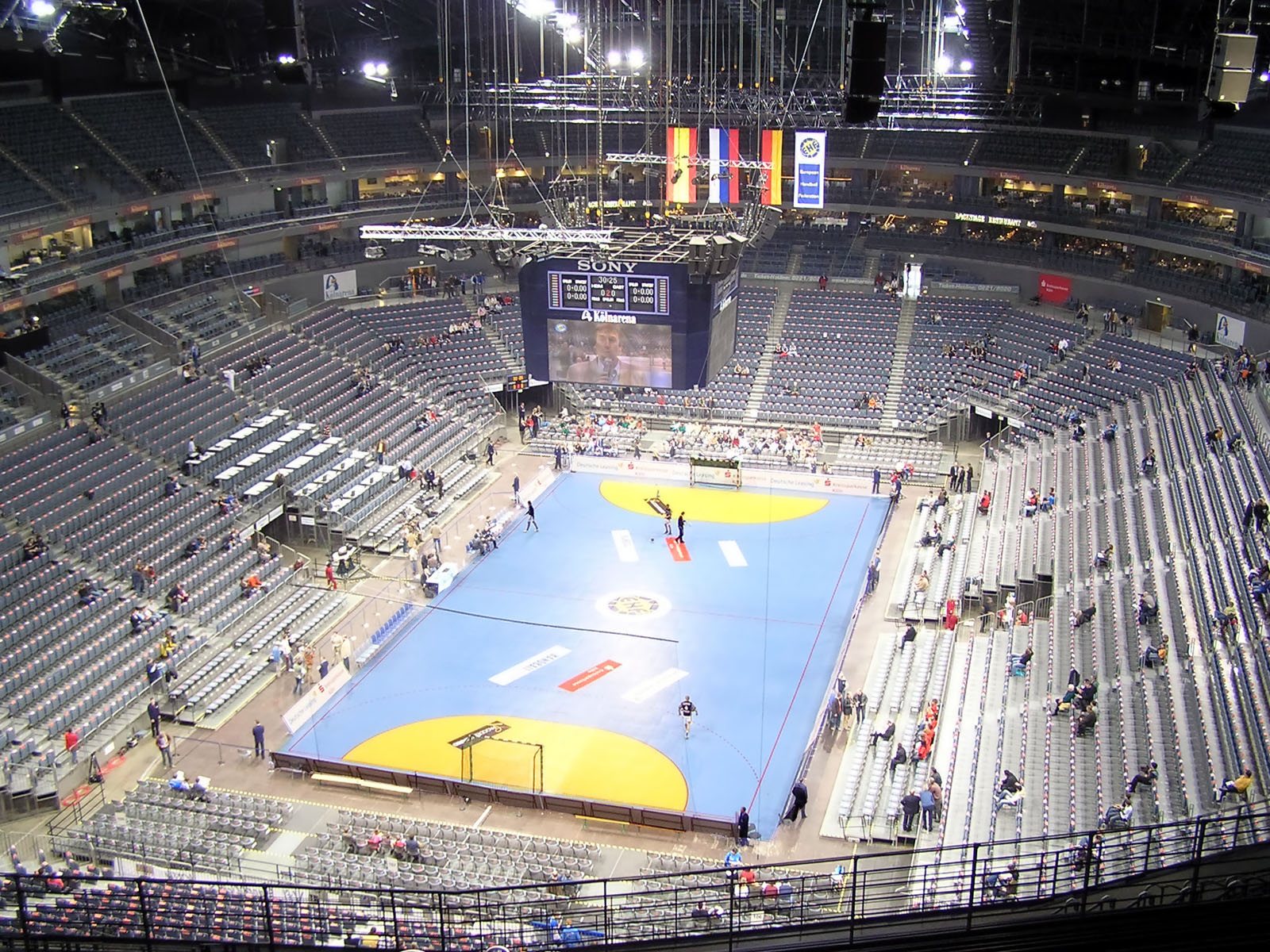
Bên trong Lanxess Arena
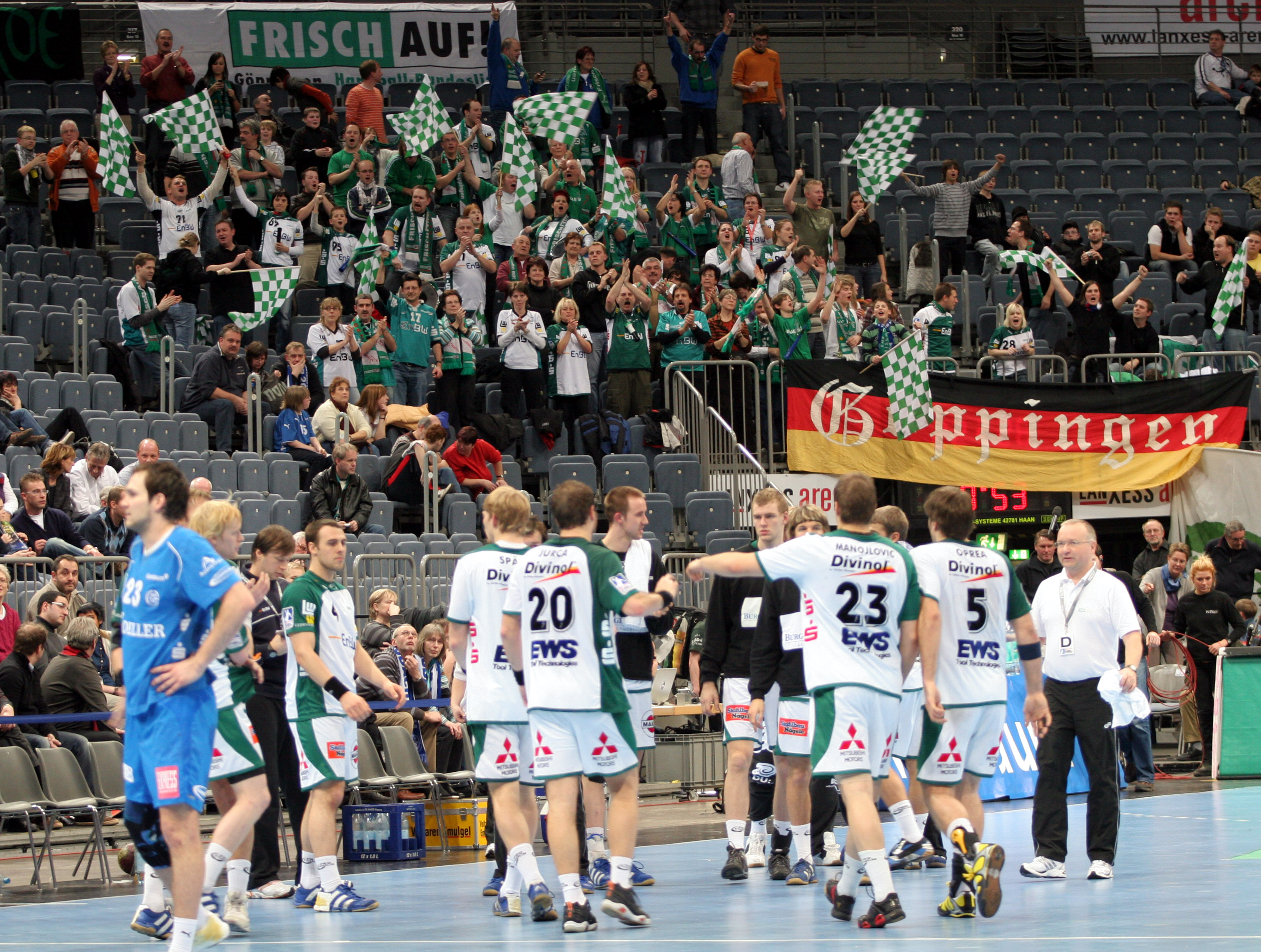
Lanxess Arena trong trận đấu bóng ném giữa VfL Gummersbach và Frisch Auf Göppingen
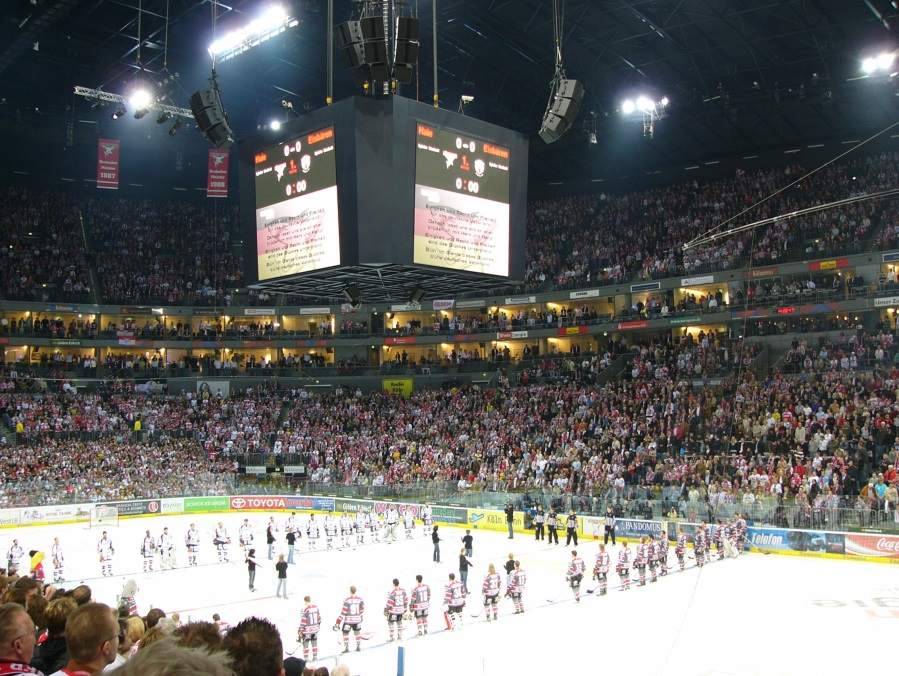
Lanxess Arena trong một trận đấu khúc côn cầu trên băng vào năm 2008
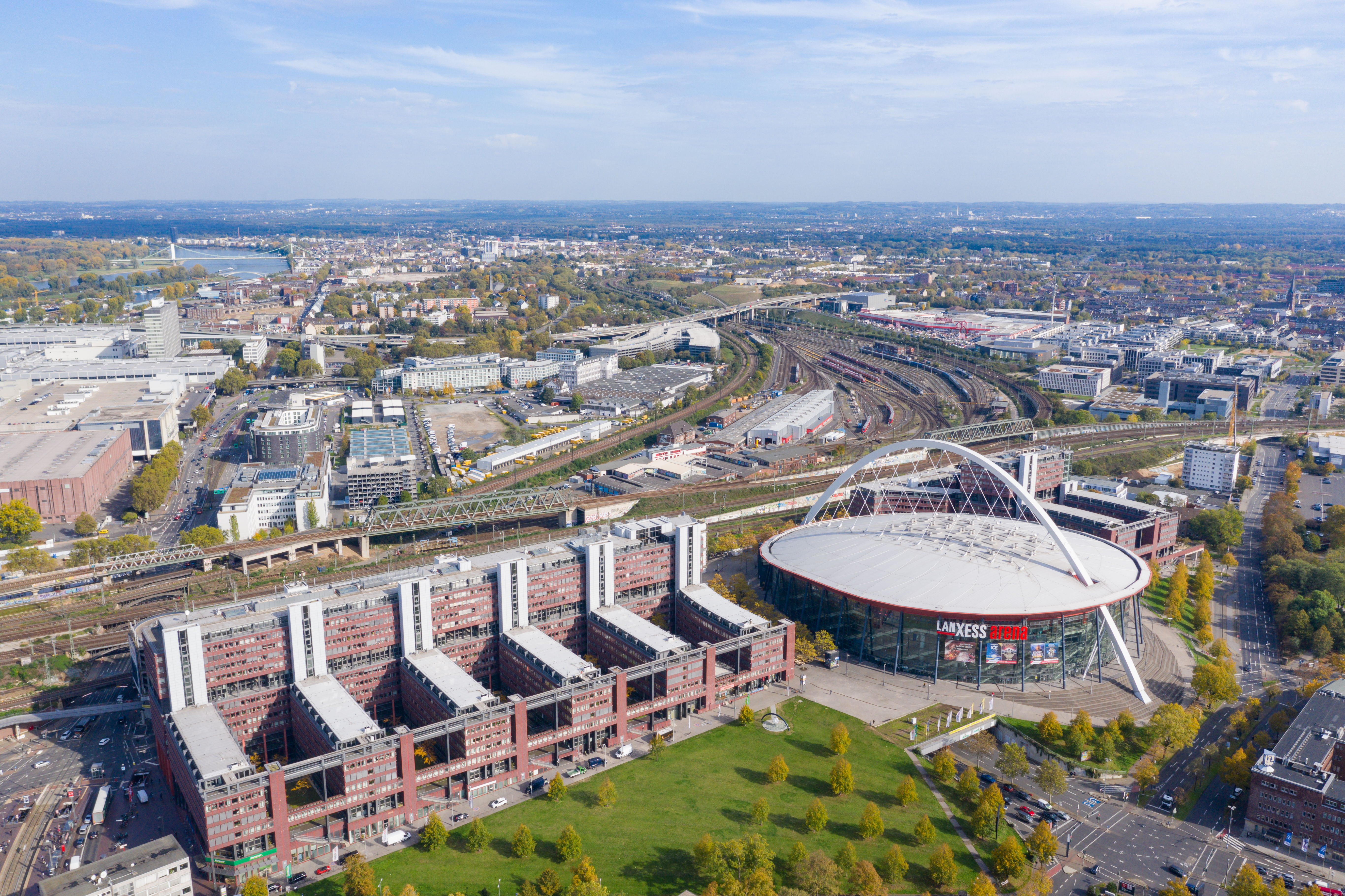
LANXESS Arena nhìn từ trên không